# 第50回全国高等学校ラグビーフットボール大会
第50回全国高等学校ラグビーフットボール大会（だい50かいぜんこくこうとうがっこうラグビーフットボールたいかい）は、1970年（昭和45年）12月31日から1971年（昭和46年）1月10日の間、近鉄花園ラグビー場で行われた全国高等学校ラグビーフットボール大会である。優勝校は、岩手県の盛岡工業高校（2回目)。

## 概要
- 今大会で第50回大会を迎えたのを記念して、出場校は過去最多の50校となった。またシード制が今大会に限り復活して、MBSによる中継（全国ネットではない）が復活した。[1]今大会から12月末に開幕するようになった。

## 出場校
※はシード校
北海道
- 北北海道代表 - 中標津 （初出場）
- 南北海道代表 - 函館北 （2年ぶり3回目）

東北
- 青森県代表 - 八戸電波 （初出場）
- 岩手県代表 - 盛岡工※ （4年ぶり17回目）
- 宮城県代表 - 宮城水産 （6年ぶり2回目）
- 秋田県代表 - 秋田※ （3年ぶり3回目）
- 福島県代表 - 勿来工 （初出場）

関東
- 茨城県代表 - 大宮 （初出場）
- 栃木県代表 - 作新学院 （6年ぶり2回目）
- 群馬県代表 - 渋川工 （初出場）
- 埼玉県代表 - 朝霞 （2年ぶり2回目）
- 千葉県代表 - 銚子商※ （5年ぶり2回目）
- 東京都代表 - 國學院久我山 （2年連続2回目）
- 東京都代表 - 保善 （4年ぶり18回目）
- 神奈川県代表 - 東海大相模 （2年ぶり2回目）
- 山梨県代表 - 日川※ （3年連続4回目）

北信越
- 新潟県代表 - 新潟工※ （5年連続5回目）
- 長野県代表 - 下伊那農 （2年ぶり4回目）
- 富山県代表 - 砺波工 （初出場）
- 石川県代表 - 羽咋工 （3年連続5回目）
- 福井県代表 - 春江工 （初出場）

東海
- 静岡県代表 - 沼津工 （5年ぶり3回目）
- 愛知県代表 - 西陵商※ （2年連続12回目）
- 岐阜県代表 - 岐阜工※ （2年ぶり8回目）
- 三重県代表 - 志摩 （4年ぶり2回目）

近畿
- 滋賀県代表 - 八幡工 （初出場）
- 京都府代表 - 花園  （3年連続6回目）
- 大阪府代表 - 興国 （8年ぶり5回目）
- 大阪府代表 - 四条畷※ （6年ぶり9回目）
- 大阪府代表 - 浪商※ （2年連続2回目）
- 兵庫県代表 - 村野工 （4年ぶり9回目）
- 奈良県代表 - 天理 （16年連続28回目）
- 和歌山県代表 - 和歌山工 （18年ぶり2回目）

中国
- 鳥取県代表 - 倉吉工 （初出場）
- 岡山県代表 - 津山工 （4年ぶり3回目）
- 広島県代表 - 広島工 （3年連続4回目）
- 山口県代表 - 萩工 （初出場）

四国
- 徳島県代表 - 貞光工 （2年ぶり7回目）
- 香川県代表 - 坂出工 （初出場）
- 愛媛県代表 - 新田※ （2年ぶり13回目）
- 高知県代表 - 嶺北 （初出場）

九州・沖縄
- 福岡県代表 - 大里 （初出場）
- 福岡県代表 - 九州工 （初出場）
- 佐賀県代表 - 佐賀工 （初出場）
- 長崎県代表 - 長崎南 （初出場）
- 熊本県代表 - 熊本工 （2年連続18回目）
- 大分県代表 - 大分舞鶴※ （2年連続12回目）
- 宮崎県代表 - 高鍋 （初出場）
- 鹿児島県代表 - 大口※  （2年連続5回目）
- 前年度優勝校:目黒（東京都）※ （4年連続4回目）

## 試合時間
全試合25分ハーフ。同点の場合は抽選にて次回進出校を決める。

## 試合

### 1回戦
- 渋川工 8 - 3 九州工
- 国学院久我山 22 - 5 八幡工
- 花園 31 - 0 春江工
- 大里 17 - 6 大宮
- 保善 42 - 0 和歌山工
- 貞光工 6 - 0 羽咋工
- 興国 17 - 10 勿来工
- 広島工 8 - 6 砺波工
- 作新学院 23 - 3 嶺北

- 志摩 9 - 8 熊本工
- 宮城水産 14 - 6 村野工
- 朝霞 23 - 0 坂出工
- 津山工 5 - 3 八戸電波
- 天理 41 - 3 東海大相模
- 長崎南 27 - 5 函館北
- 下伊那農 10 - 9 高鍋
- 佐賀工 24 - 6 中標津
- 沼津工 22 - 6 萩工

### 2回戦
- 盛岡工 25 - 0 渋川工
- 国学院久我山 25 - 11 倉吉工
- 花園 22 - 6 四条畷
- 目黒 49 - 3 大里
- 保善 11 - 0 新潟工
- 貞光工 18 - 0 興国
- 広島工 15 - 5 西陵商
- 秋田 18 - 0 作新学院

- 日川 23 - 5 志摩
- 新田 11 - 3 宮城水産
- 岐阜工 25 - 3 朝霞
- 津山工 6 - 3 大口
- 天理 6 - 3 浪商
- 長崎南 14 - 9 下伊那農
- 佐賀工 15 - 6 銚子商
- 大分舞鶴 19 - 5 沼津工

### 3回戦
- 盛岡工 41 - 0 国学院久我山
- 目黒 30 - 0 花園
- 保善 13 - 3 貞光工
- 秋田 11 - 0 広島工

- 日川 6 - 5 新田
- 岐阜工 12 - 6 津山工
- 天理 9 - 8 長崎南
- 大分舞鶴 25 - 5 佐賀工

### 準々決勝
- 盛岡工 3 - 3 目黒（抽選で盛岡工が勝ち抜け）
- 秋田 14 - 3 保善

- 日川 16 - 12 岐阜工
- 天理 19 - 17 大分舞鶴

### 準決勝
- 盛岡工 19 - 3 秋田
- 天理 31 - 5 日川

### 決勝
盛岡工が5年ぶり2回目の優勝を果たした。
- 盛岡工 20 - 9 天理